# Länna kyrka, Uppland
Länna kyrka är en kyrkobyggnad i Lännaby i Norrtälje kommun. Den tillhör Länna församling i Uppsala stift. Kyrkan är belägen på en sluttning ned mot Länna kyrksjö. Två sprickdalar korsar här varandra och under medeltiden var dessa viktiga vattenleder.

## Kyrkobyggnaden
Länna kyrka är en salkyrka med rektangulär plan där kyrkorummet är indelat i tre stjärnvälvda travéer. Vid nordöstra sidan finns en vidbyggd sakristia och vid sydvästra sidan ett vidbyggt vapenhus. Kyrkan har stora moderna fönster, men samtidigt har de små ursprungliga fönstren bevarats. Exteriören präglas av de oputsade gråstensmurarna och de branta sadeltaken.

### Tillkomst och ombyggnader
En tidigare kyrka har troligen funnits i socknen. En dopfuntsfot från 1100-talets slut vittnar om detta.

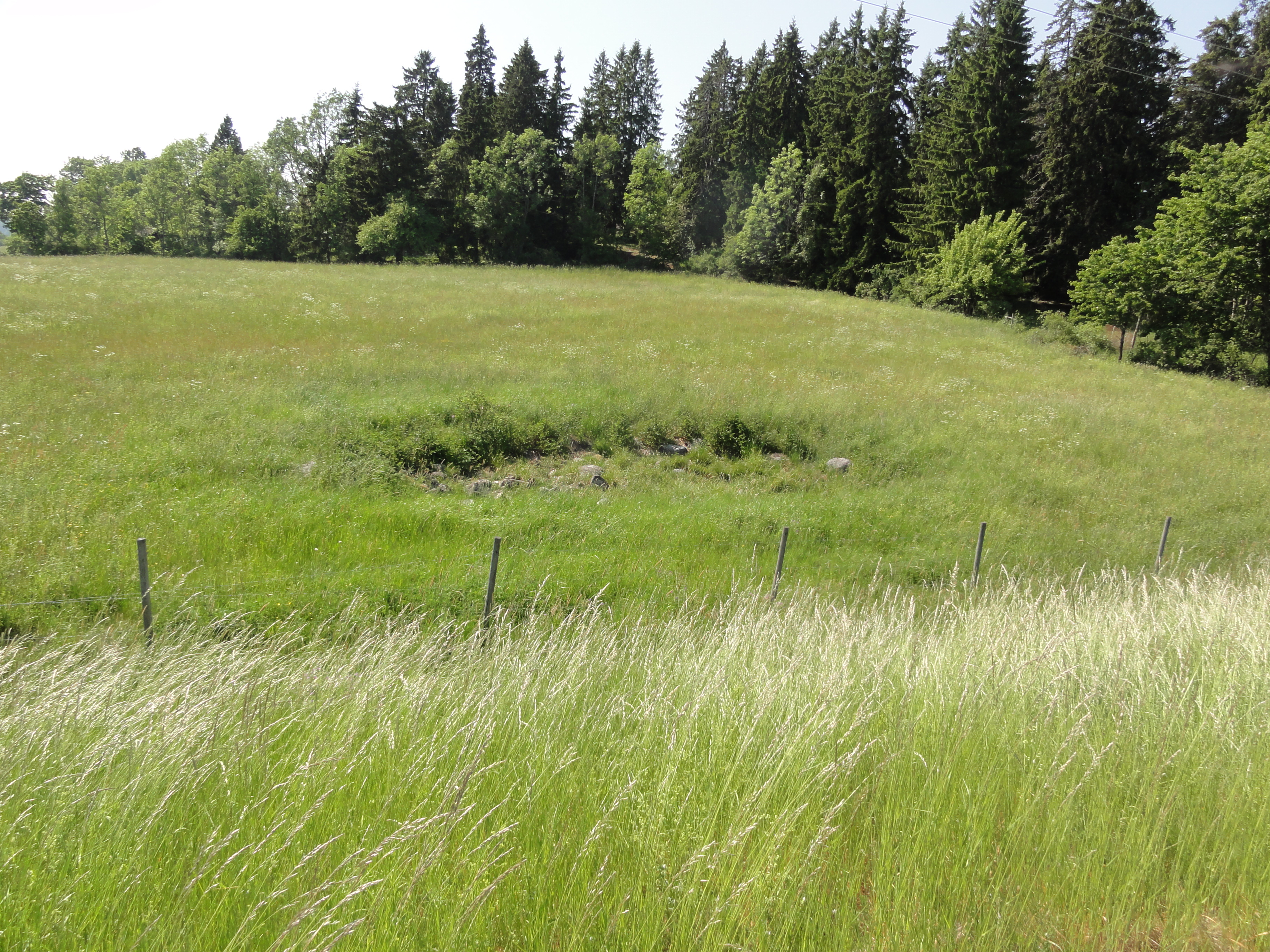
Kyrkgropen

Enligt en lokal tradition påbörjade bönderna i Mora by kyrkbygget i närheten av sin by. Bönderna i Länna by uppskattade inte den placeringen och rev därför kyrkan på nätterna. Till slut gav de övriga sockenborna med sig. Det som enligt traditionen är den ursprungliga platsen kallas kyrkgropen där en grop med kullersten idag kan ses.
Nuvarande kyrka med långhus och sakristia uppfördes troligen omkring år 1300. Murverket är enhetligt och saknar skarvar som antyder att kyrkan utvidgats eller höjts. Enda tillbyggnaden är vapenhuset som troligen uppfördes vid första hälften av 1400-talet. Kyrkorummets nuvarande tegelvalv slogs i mitten av 1400-talet och ersatte ett tidigare tunnvalv av trä. Delar av tunnvalvets bärande konstruktion finns ännu kvar i takutrymmet ovanför tegelvalven. Kyrkorummets barockinredning består främst av donationer från ägarna till det närliggande Penningby slott. Åren 1965–1966 restaurerades kyrkan, främst interiören, under ledning av slottsintendenten arkitekt Ragnar Jonsson. Utvändigt fick korfönstret mot öster och korporten mot söder en tydlig markering genom nischer.

## Inventarier
- Triumfkrucifix från 1300-talet.
- Altaret med altartavlan är en gåva som riksrådet Anders Torstensson år 1661 skänkte till kyrkan. Altaret har tillverkats av Markus Hebel,[2] men målningarna – Jesus på korset (nedre delen) och Kristus med världsklotet (övre delen) – är äldre. De har troligen utförts utomlands vid sekelskiftet 1500/1600.[2]
- Träskulptur föreställande ärkebiskop från 1300-talet.
- Ljuskrona av järn från 1300-talet.
- Ett rökelsekar är från medeltiden.
- I koret står en skulpterad dopfunt av sandsten från 1629. Dopfunten är en gåva från Penningbysläkten Bielke. I kyrkan finns fötter från två medeltida dopfuntar. Äldre foten är från 1100-talet och har troligen hört till en tidigare kyrkas dopfunt. Andra foten är från en dopfunt som tillverkades omkring 1250-1350, troligen till nuvarande kyrka.

- Gravmonument (ett s.k. tumbaepitafium) i sandsten över riksrådet och riksamiralen Axel Ryning (1552–1620) och hans maka friherrinnan Margareta Bielke af Åkerö (död 1629) som ägde Penningby. Gravmonumentet, som uppfördes 1628, är troligen uppfört av en utländsk bildhuggare, eventuellt någon i Aris Claeszons krets.[2]
- Huvudbanér med 14 anvapen över friherre Erik Bielke af Åkerö. Denne var bror till Margareta Bielke och övertog efter hennes död Penningby. Huvudbanéret och anvapnen användes i begravningsprocessionen vid Erik Bielkes begravning 1638.[2]

- Predikstolen är tillverkad 1697-1698 av bildhuggaren Joachim Lütheswager. Predikstolen är en gåva av greve Johan Stenbock som ägde Penningby.
- Den första orgeln byggdes 1826 av Pehr Zacharias Strand. Då en ny orgel byggdes 1895 av Anders Victor Lundahl, Stockholm, infogades 8 stämmor från Strands orgel. Orgeln verkar dock inte längre vara i bruk utan har ersatts av en elektronisk orgel (av märket Allen) med högtalare.
- En nytillverkad kyrkbåt med flagga och dynor är byggd i trakten. Båten som ros av sex till åtta personer används för att transportera ett brudpar till och från kyrkan.

## Omgivning
- Nuvarande klockstapel uppfördes 1767 och ersatte en äldre öppen stapel. Storklockan göts 1527 och är en av få medeltida kyrkklockor som fortfarande är i bruk.
- En gammal prästgård från 1703 kan vara Upplands äldsta sätesbyggnad och är byggnadsminne sedan 1985.
- I norr och söder fanns tidigare stigluckor. Norra stigluckan var byggd i tegel och hade spåntak. Södra stigluckan fanns vid sjön då många kyrkobesökare kom sjövägen i kyrkbåtar.

## Bildgalleri

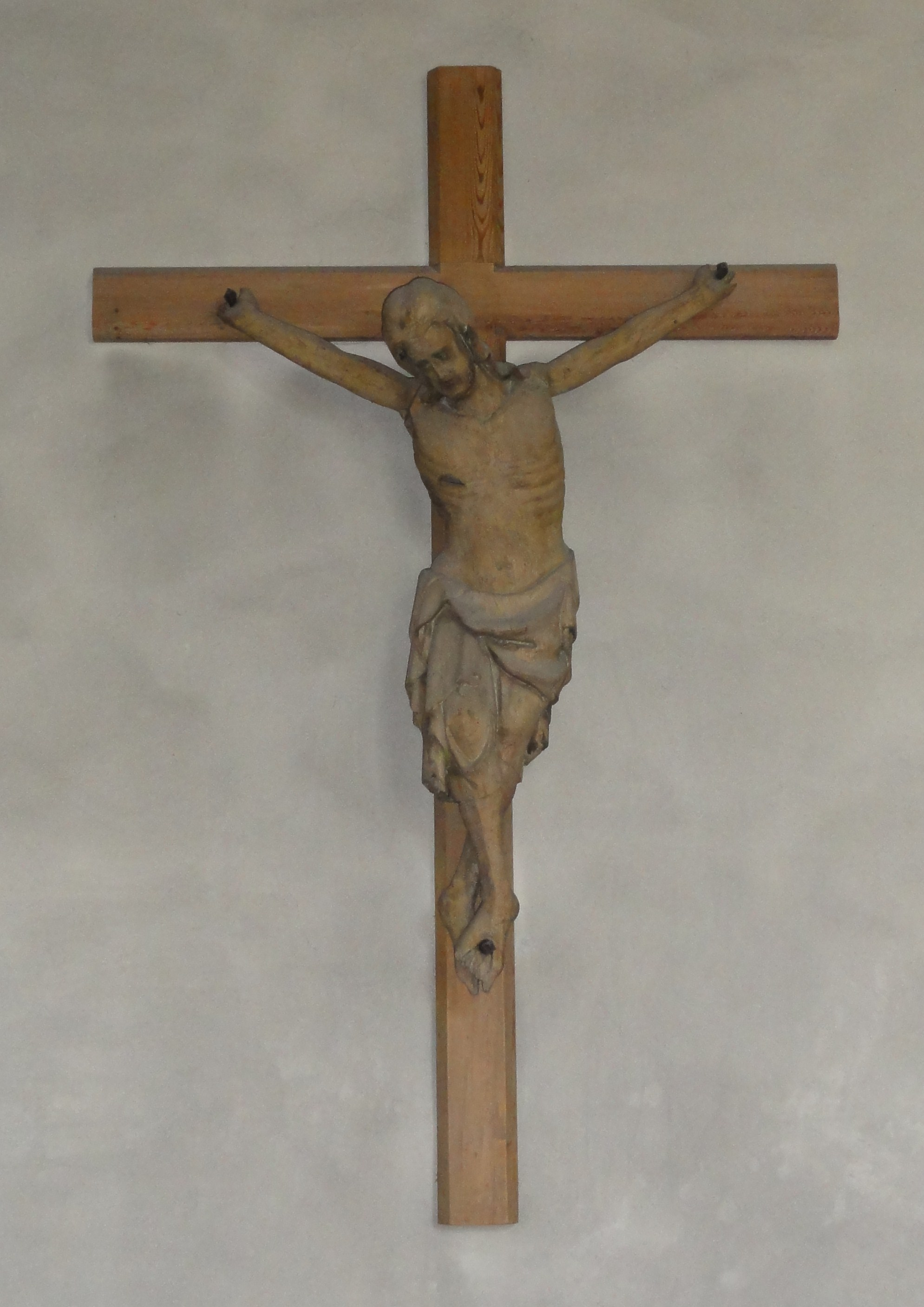
Triumfkrucifixet
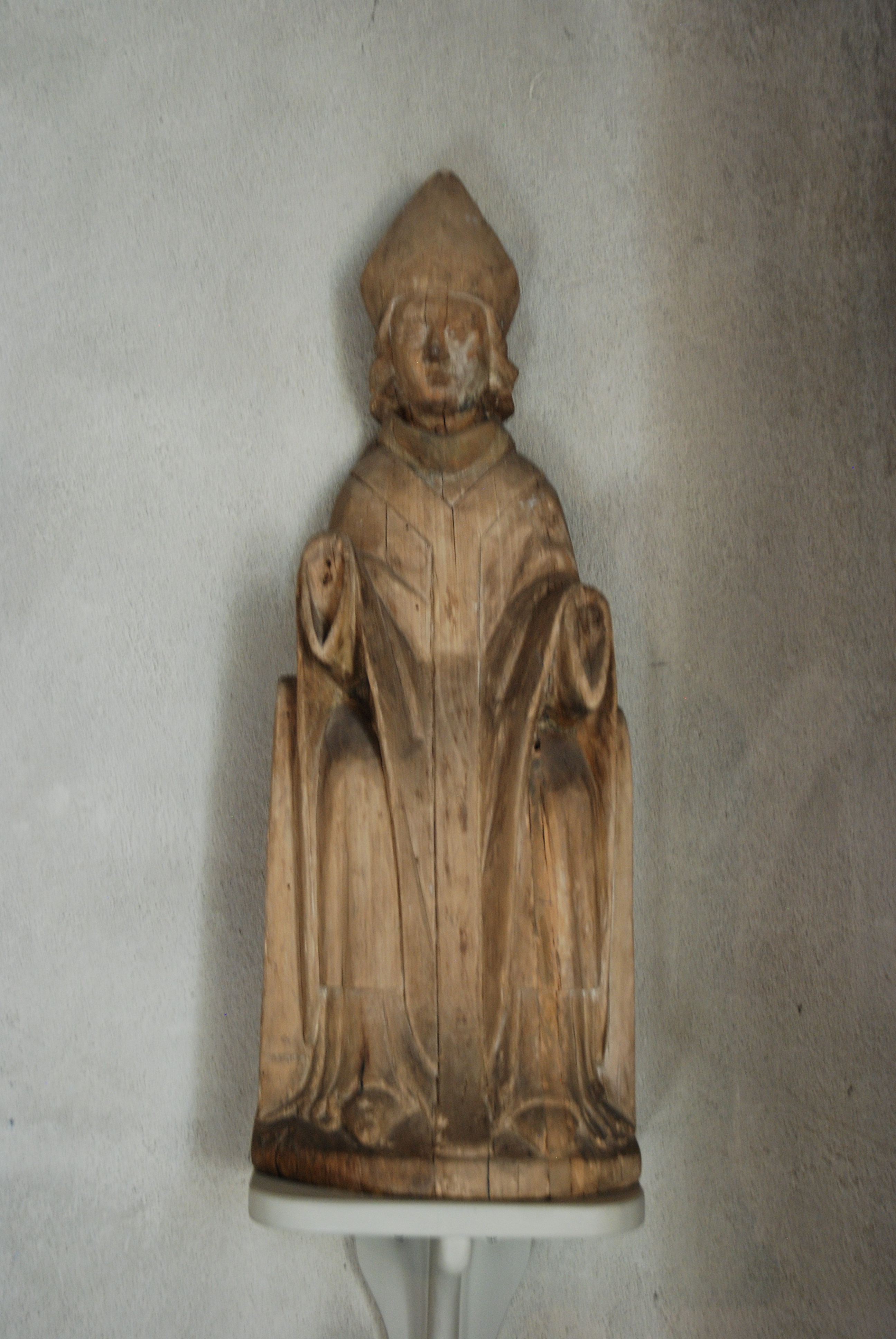
Träskulpturen av ärkebiskop från 1300-talet, östra korväggen
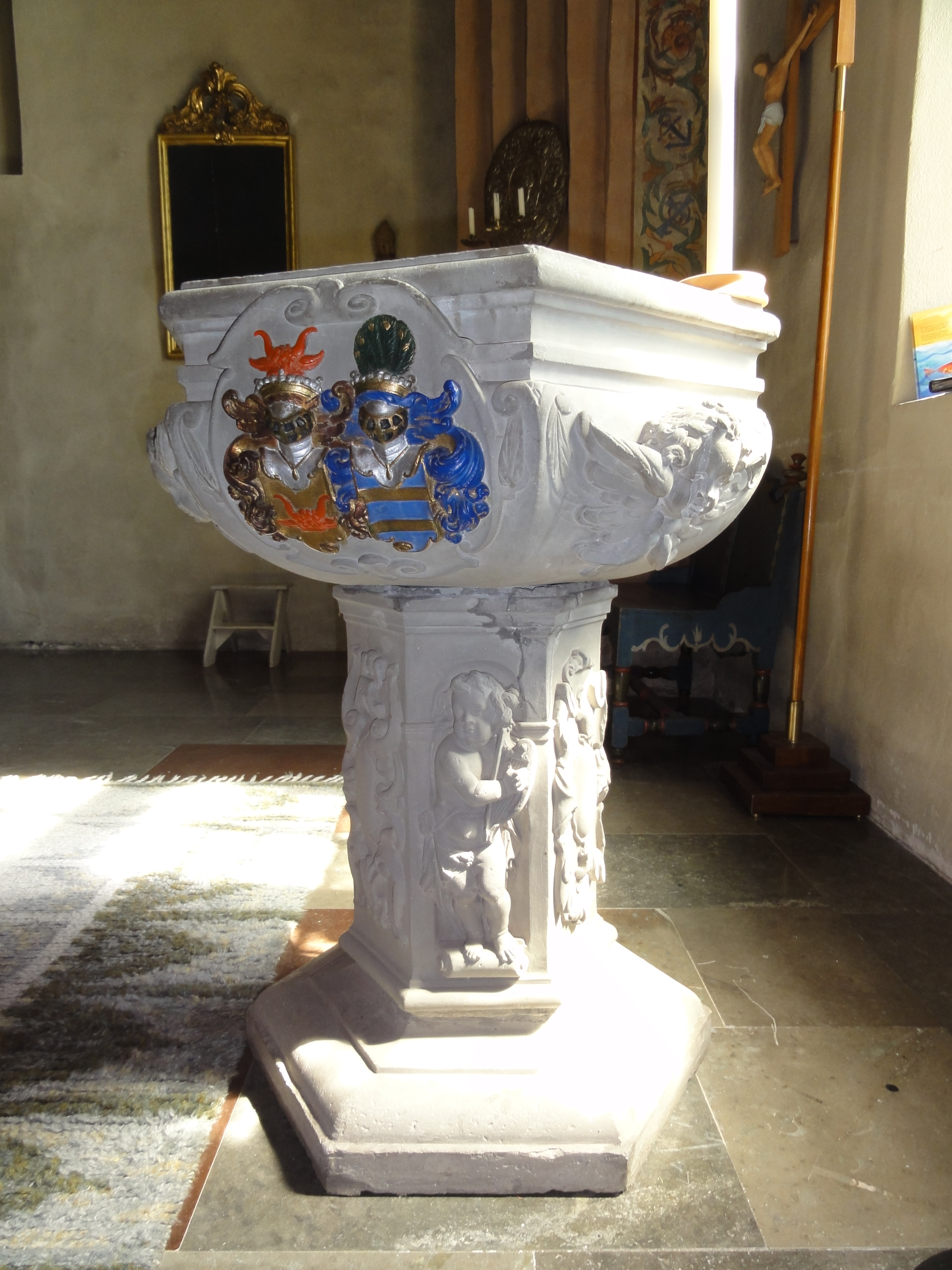
Dopfunten
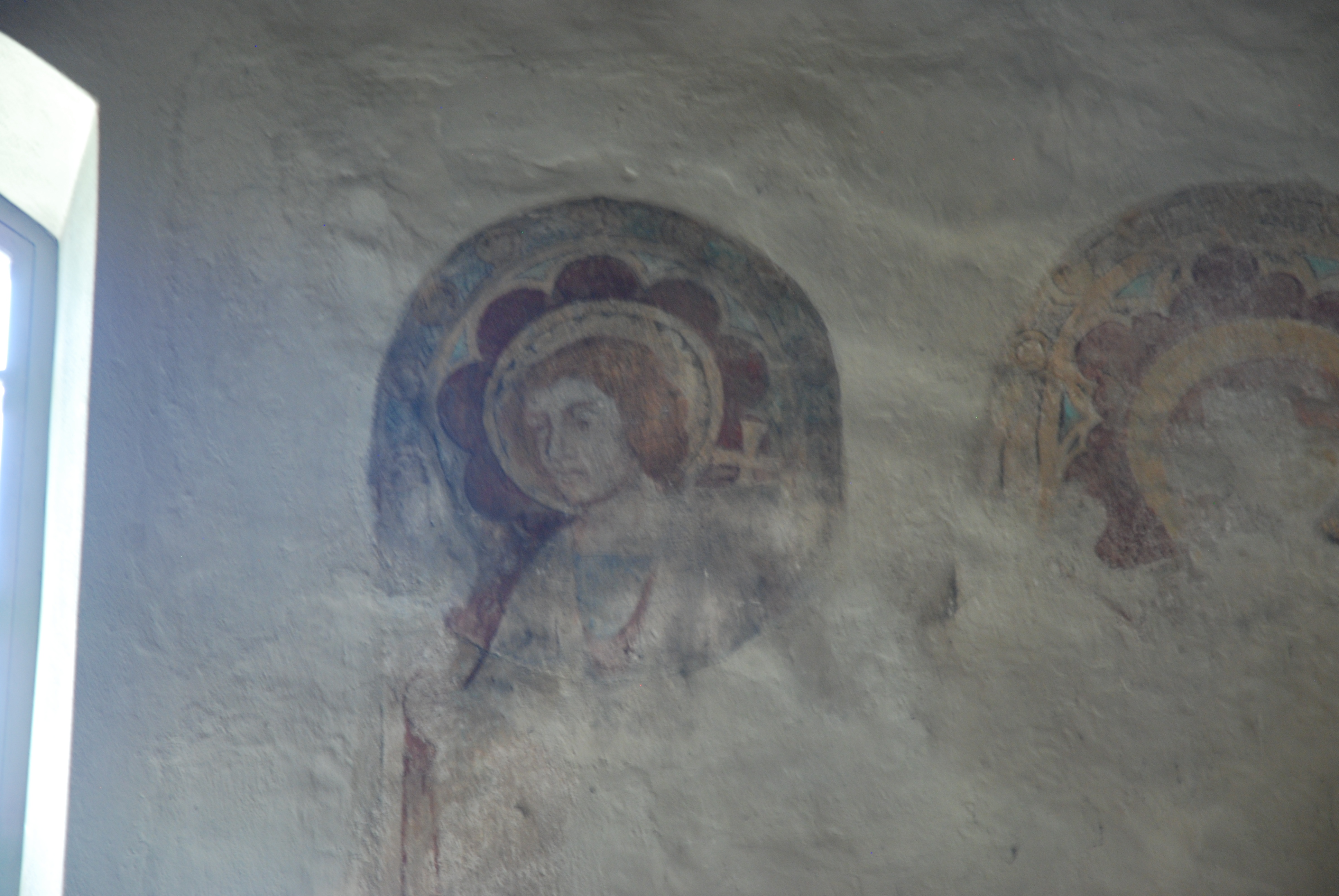
Fragment av målning med apostelmotiv från 1300-talet, södra korväggen
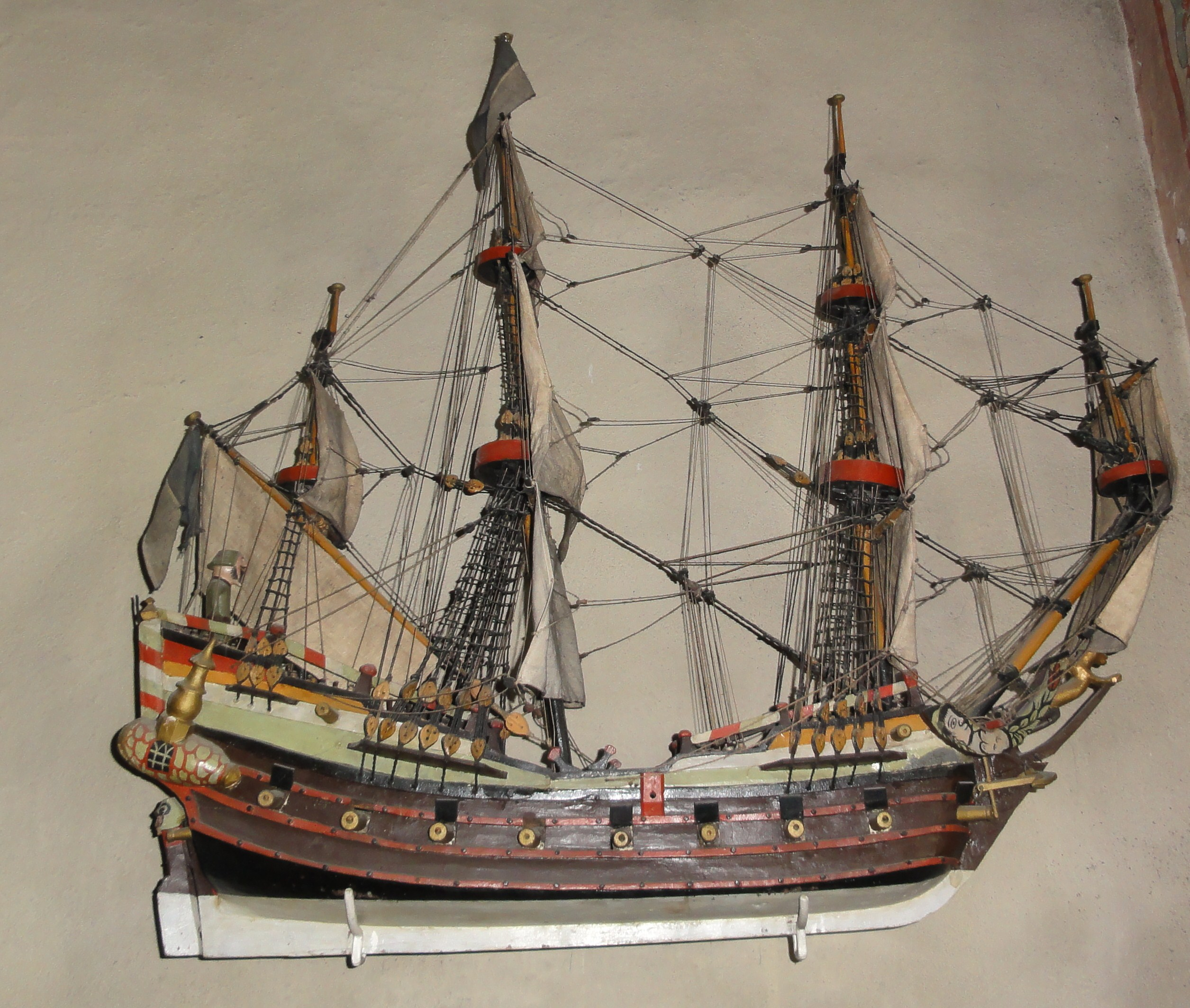
Votivskepp
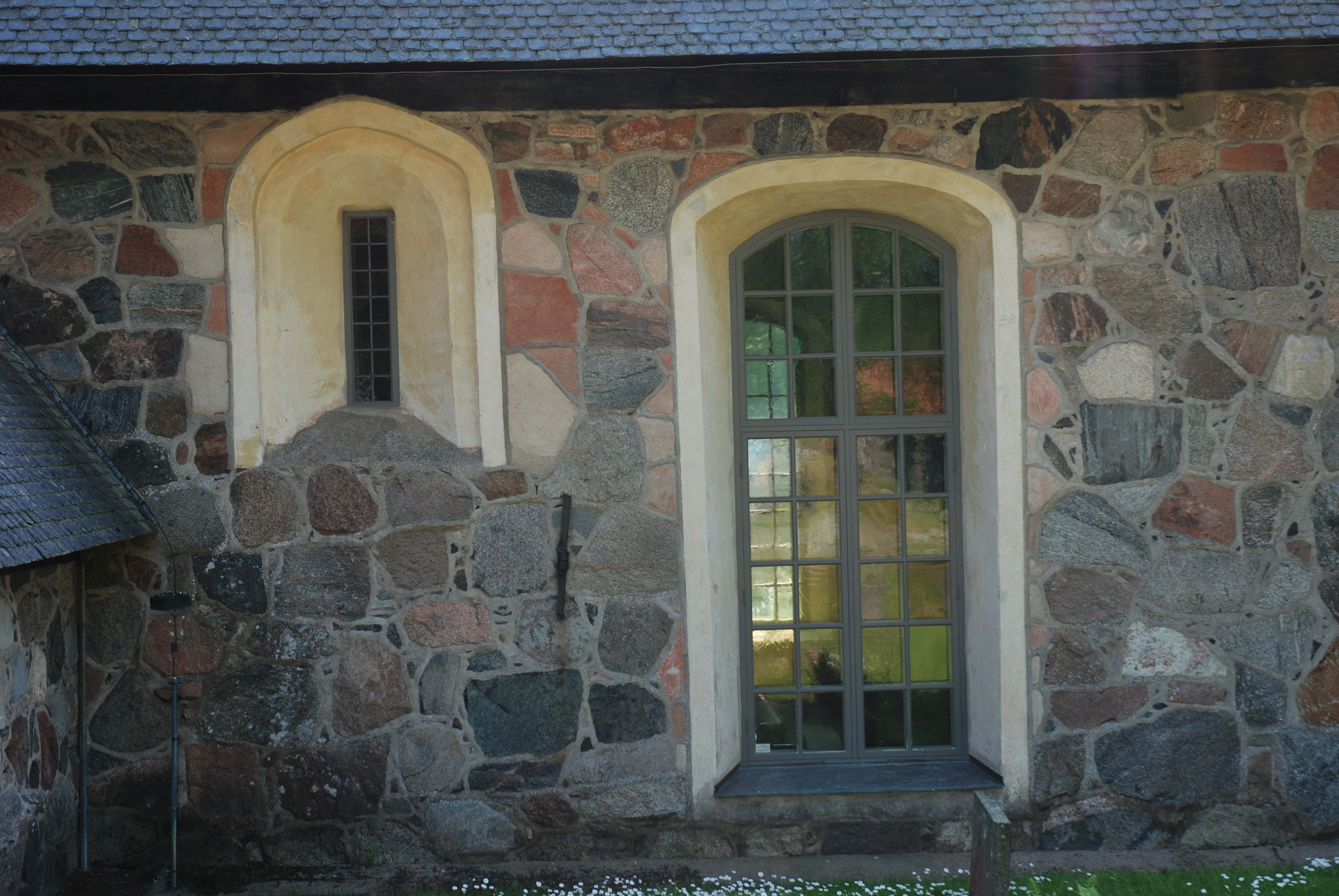
Detalj av norra fasaden, med ursprungligt 1300-talsfönster
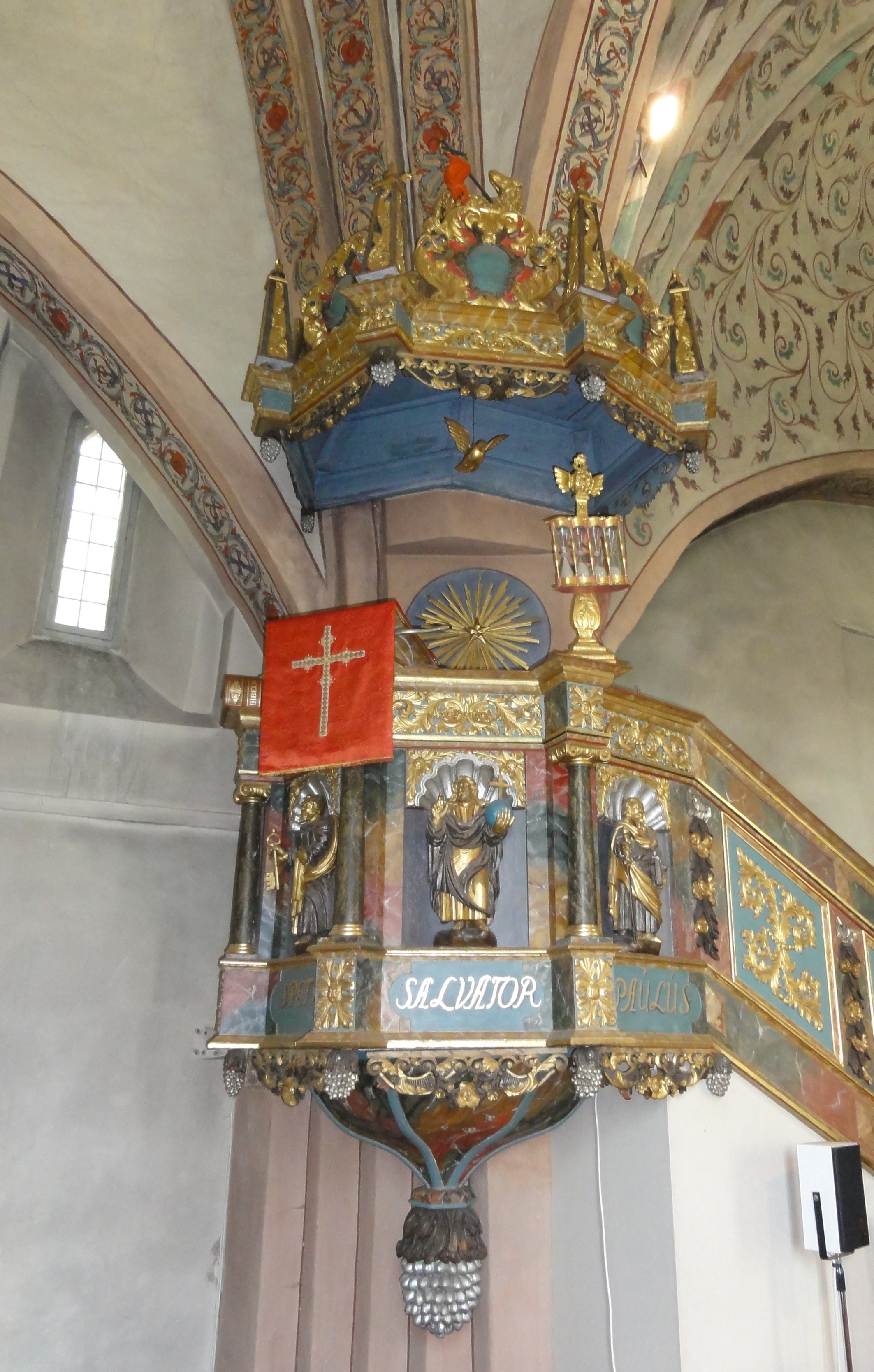
Predikstolen
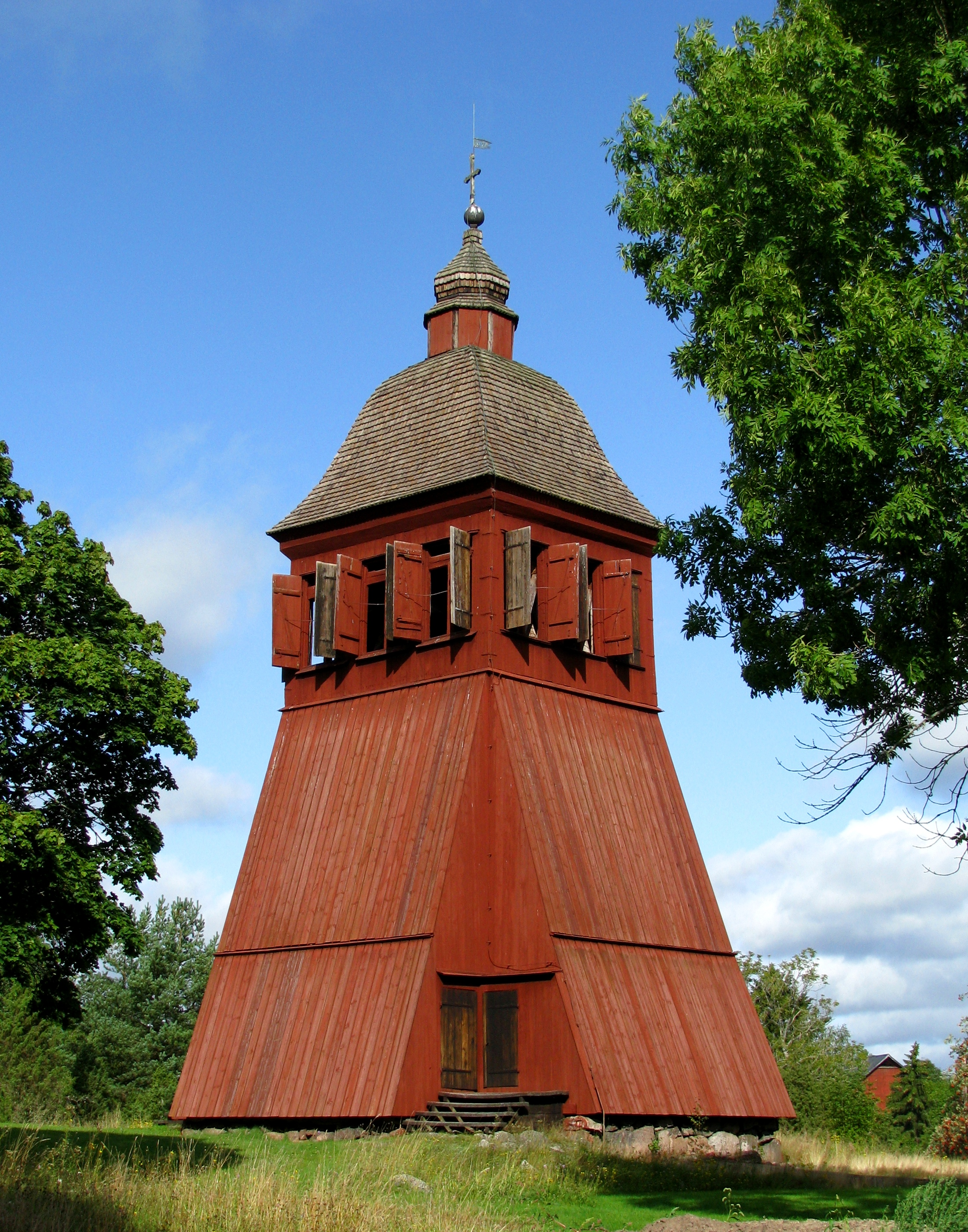
Klockstapeln
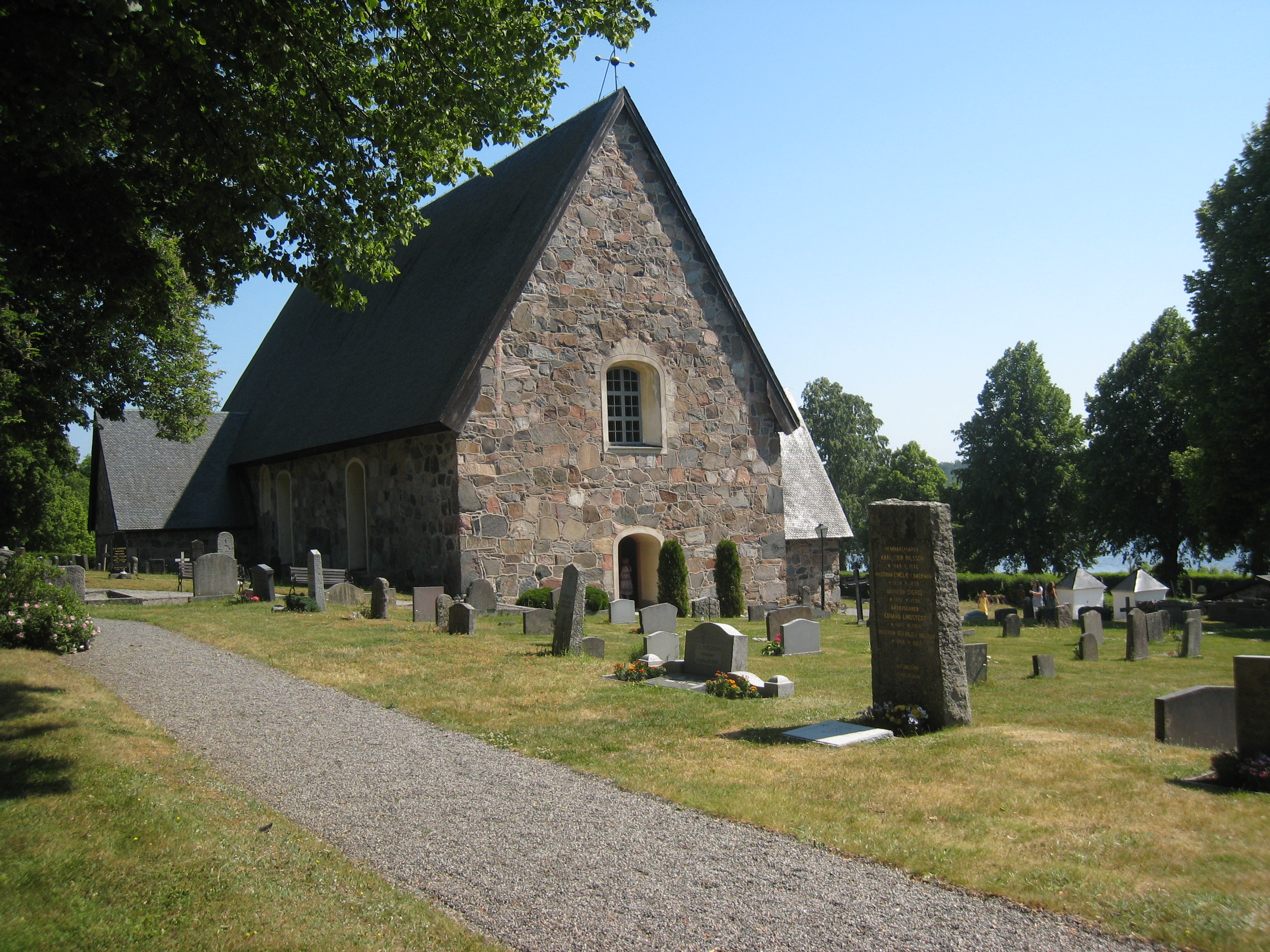
Kyrkan från nordväst
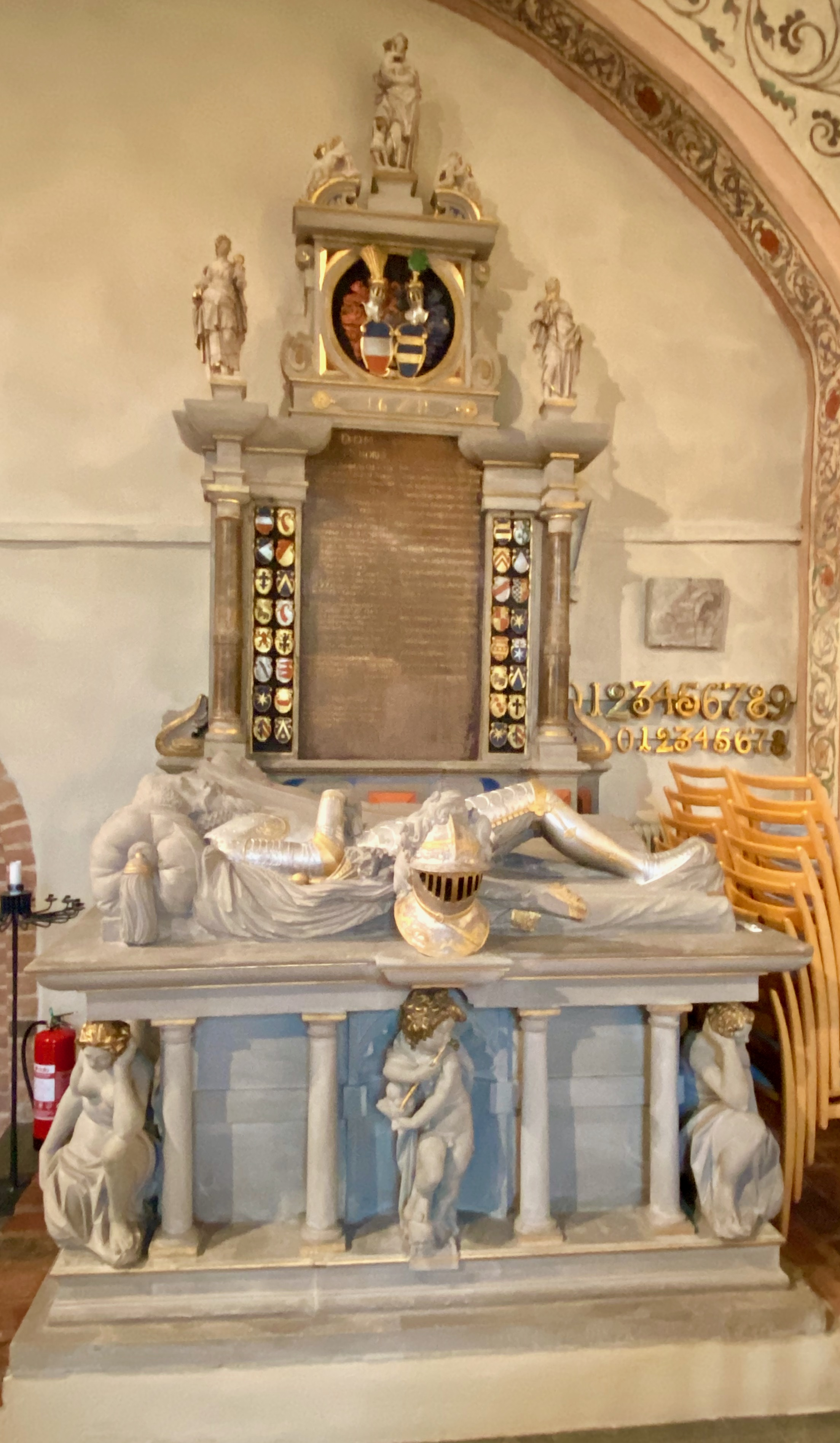
Gravmonument över Axel Ryning och Margareta Bielke.
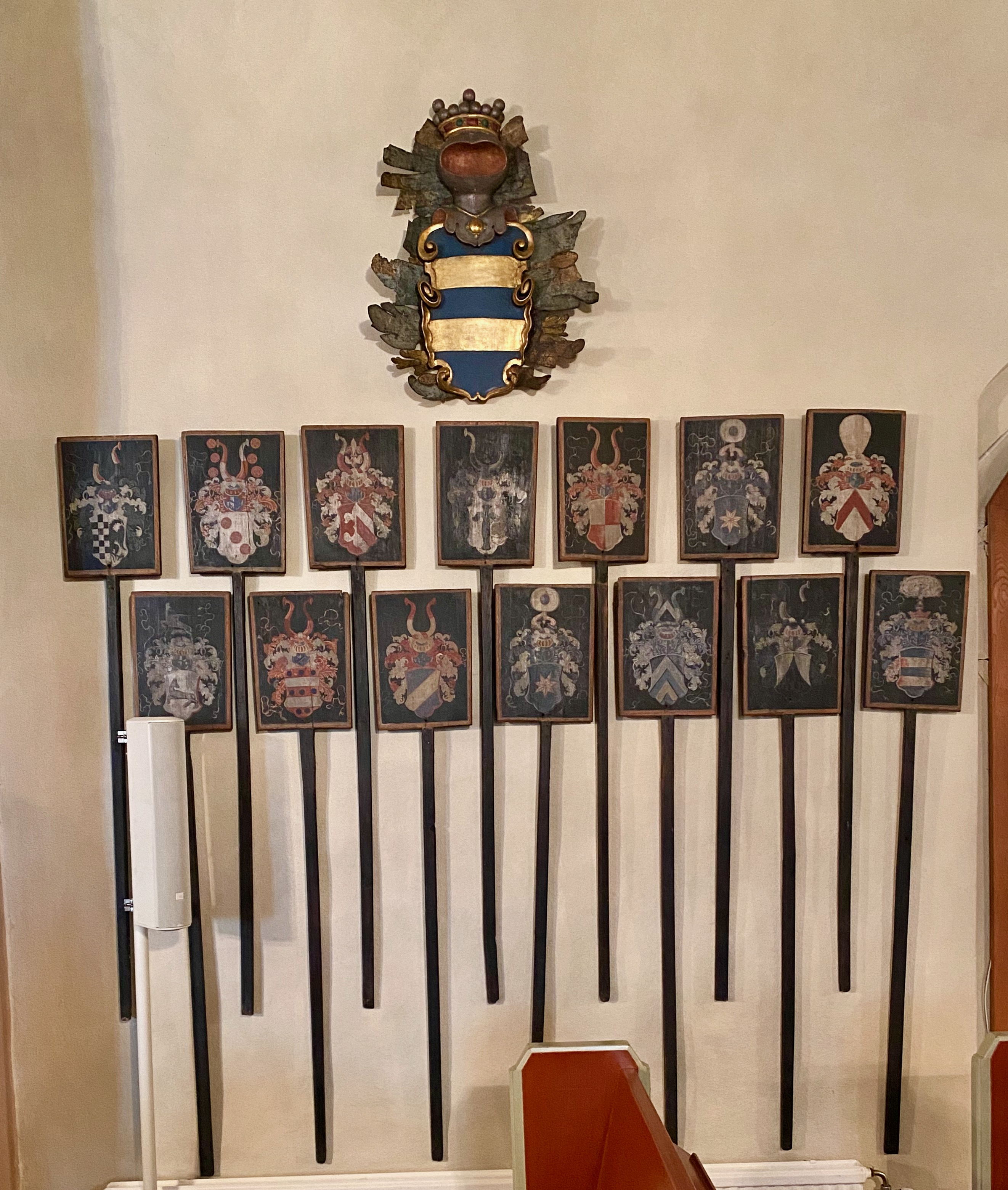
Erik Bielkes huvudbanér och anvapen från begravningen 1638.
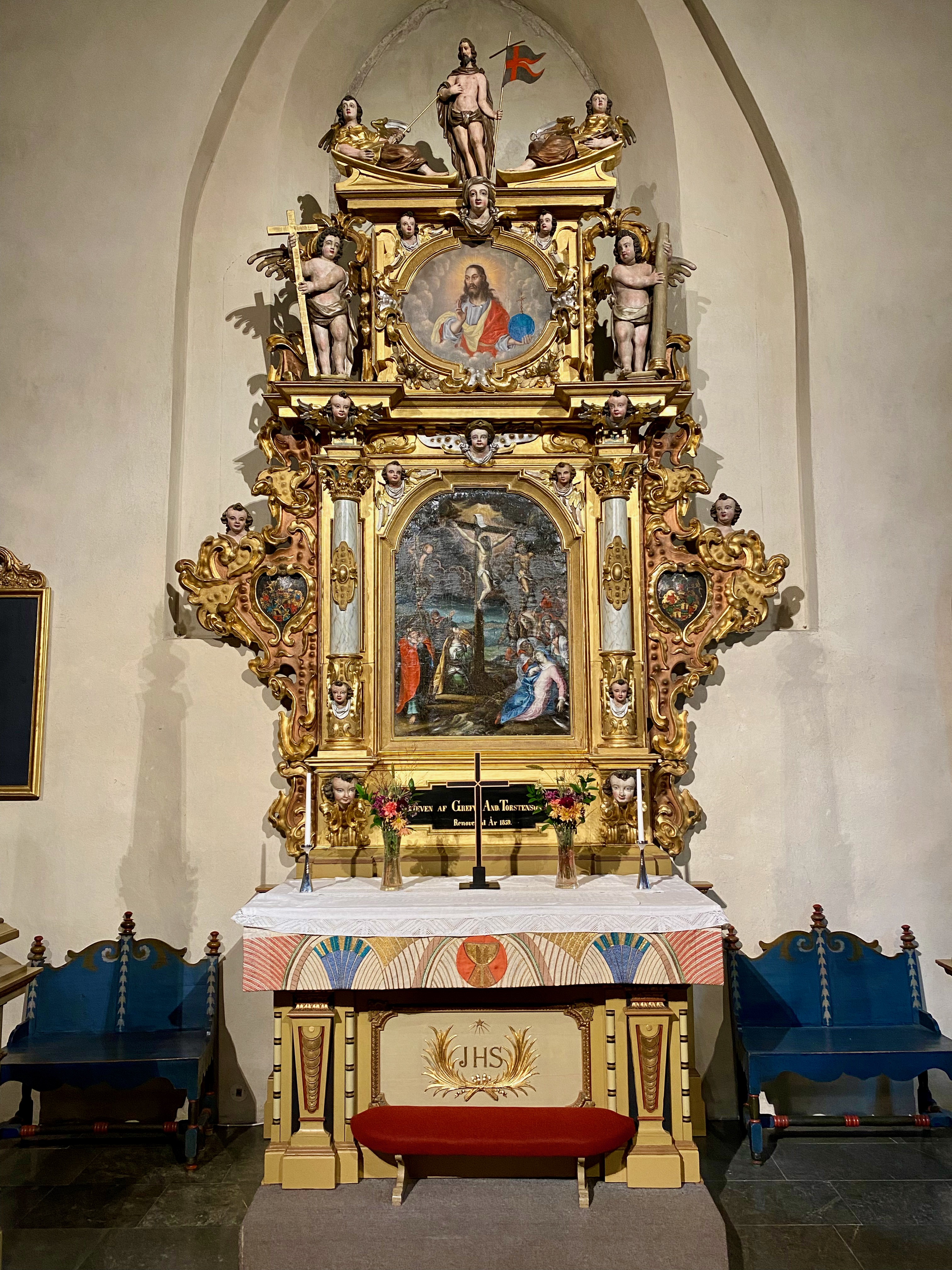
Altaret med altartavlan är en gåva som riksrådet Anders Torstensson år 1661 skänkte till Länna kyrka.

### Webbkällor
- Upplandia.se - En site om Uppland
- www.svetur.se
- Stockholms läns museum